# Розсоха Людмила Олександрівна
Людмила Олександрівна Розсоха, до шлюбу Боровок (21 жовтня 1947, с. Козачка Харківської обл.) — українська музеєзнавиця, краєзнавиця, авторка книжок з історії Миргородщини.

## Біографія
Народилась 21 жовтня 1947 р. у с. Козачка Зміївського р-ну Харківської обл. Закінчила середню школу в селі Таранівка (1965), а у 1970 році — філологічний факультет Харківського державного університету.
У 1970—1971 роках працювала викладачкою української мови та літератури в селі Мажарка Кегичівського району Харківської області. З 1973 по 1997 рр. працювала науковим співробітником Миргородського літературно-меморіального музею Д. Гурамішвілі, а з 1997 по 2016 рр. — заступницею директора з наукової роботи Миргородського краєзнавчого музею.
Виконувала обов'язки методистки з роботи громадських музеїв Миргородського району (1985), брала участь у створенні тематичних експозицій, активно займалася просвітницькою та культурно-громадською діяльністю.

## Громадська діяльність
Активна учасниця національно-демократичного руху з кінця 1980-х років. У 1989—1992 роках ініціювала створення перших осередків Народного Руху України на Миргородщині. Засновниця та перша редакторка першої демократичної газети Миргорода «Майдан» (1990—1993). Співзасновниця міської газети «Миргород» (1994). Була членкинею виконкому Миргородської міської ради у 1994—2001 роках.
Членкиня Всеукраїнського товариства «Просвіта» ім. Тараса Шевченка, Союзу Українок, Миргородського районового козацького товариства «Миргородський полк Українського козацтва», літературного об'єднання «ДієСлово» (з 2005 року).

## Творчість та публікації
Авторка понад 400 мовознавчих, літературознавчих, краєзнавчих розвідок у газетах, журналах, збірниках наукових праць, зокрема таких: «Народна творчість та етнографія», «Прапор», «Київська старовина», «Сіверський літопис», «Прапор перемоги», «Майдан», «Миргород», «Миргород — гоголівський край», «Миргород — наш дім», «Литературная Грузия», «Гоголівський край», «Полтавські єпархіальні відомості»; «Зоря Полтавщини», «Література рідного краю» (Миргород, 1999), «Сторінки історії Миргородщини» (Полтава, 2001, 2002), «Полтавська Петлюріана» (Полтава, 2003, 2005), «Червоне поле перекоти: вірші, проза, спогади» (Харків. 2005), «Наукові праці Запорізького національного університету» (Запоріжжя. 2009) та ін.
Опублікувала десятки статей в енциклопедичних виданнях: «Полтавщина» (К., 1992), «Києво-Могилянська академія в іменах XVII—XVIII ст.» (К., 2001), «Полтавіка: Полтавська енциклопедія» (Т. 12 : Релігія і церква) (Полтава. 2009).
Читачам відома під творчими псевдонімами Людмила Розсоха, Л.Боровок, Л.Козачка, Л.Ксьонз.

### Основні праці
- Розсоха Л. Грузини в Україні. Шляхами Давида Гурамішвілі. — Миргород, 2005.
- Розсоха Л. Села і хутори Миргородщини XVII—XX століть (Матеріали до історико-топонімічних студій). — Миргород, 2009.
- Розсоха Л. З історії миргородських вулиць. — К., 2012.
- Розсоха Л. Миргородські кобзарі й бандуристи. — Миргород, 2015.
- Розсоха Л. Миргородська повінь (Миргородщина в Українській революції 1917—1921 років). — Миргород, 2019.
- Розсоха Л. Миргородський родовідник. Знадоби до генеалогії Миргородщини XVII—XX ст. — Вінниця, 2022.

## Особисте життя
Чоловік — Россоха Станіслав (1943—2003), поет. Після одруження змінила прізвище на Россоха, а Розсоха — її творчий псевдонім.

## Нагороди
Людмила Россоха — лауреатка літературно-мистецьких премій ім. Антона Шевченка (2005), ім. Володимира Малика (2012), ім. Самійла Величка (2013), переможиця загальноміського рейтингу популярності «Людина року» в номінації «Журналіст року» (1999).
У 2011 році отримала вищу відзнаку Народного Руху України «За заслуги перед українським народом» ІІ ступеня (2011). Заслужений працівник культури України (2009).